# Helius (Helius) tshinta
Helius (Helius) tshinta is een tweevleugelige uit de familie steltmuggen (Limoniidae). De soort komt voor in het Australaziatisch gebied.